# منتخب كوريا الجنوبية لكرة السلة
منتخب كوريا الجنوبية لكرة السلة هو ممثل كوريا الجنوبية الرسمي في المنافسات الدولية في كرة السلة. ينتمي إلى منطقة الاتحاد الآسيوي لكرة السلة. انضم إلى الاتحاد الدولي لكرة السلة في 1947.

## البطولات التي شارك فيها
- بطولة آسيا لكرة السلة
- كأس العالم لكرة السلة
- كرة السلة في الألعاب الأولمبية